# Březen 2011
3. března – čtvrtek
- Papež Benedikt XVI. jmenoval nástupcem ThLic. Dominika Jaroslava Duky OP v úřadu královéhradeckého biskupa Mons. JUDr. Ing. Jana Vokála, který dosud působil v sekci pro všeobecné záležitosti státního sekretariátu Římské kurie ve Vatikáně.[1]

4. března – pátek
- Český atlet Petr Svoboda vybojoval na HME 2011 zlatou medaili ve sprintu na 60 m překážek.[2]
- V 67 letech zemřel česko-francouzský novinář Jiří Slavíček.[3]
- V 73 letech zemřel český televizní a filmový režisér Milan Růžička.[4]
- V 81 letech zemřel ruský letecký konstruktér Michail Simonov, tvůrce bitevních letounů Suchoj.[5]
- V 85 letech zemřel nizozemský fyzik Simon van der Meer, nositel Nobelovy ceny za fyziku z roku 1984.[6]

5. března – sobota
- Úspěchy českých atletů na HME 2011: Denisa Rosolová vybojovala zlatou medaili v běhu na 400 m, Jaroslav Bába stříbrnou medaili ve skoku do výšky.[7]

6. března – neděle
- Ve 47 letech zemřel český herec Rostislav Čtvrtlík.[8]
- V 75 letech zemřel „slovenský fotbalista 20. století“ Ján Popluhár.[9]
- Český atlet Roman Šebrle vybojoval na HME 2011 bronzovou medaili v sedmiboji.[10]
- Astrobiolog NASA Richard B. Hoover oznámil, že získal nezvratný důkaz existence mimozemského života, kterým je fosilní bakterie, objevená při zkoumání meteoritu CI1.[11]

9. března – středa
- Kosmický raketoplán Discovery ukončil svoji poslední misi návratem od Mezinárodní vesmírné stanice.[12]

11. března – pátek
- Severovýchodní část Japonska zasáhlo silné zemětřesení, které způsobilo tsunami vysokou až 10 metrů. Varování před postupující vlnou bylo vydáno pro velkou část Tichého oceánu.[13]
- V ostravské zoo se narodilo první sloní mládě v Česku.[14]

12. března – sobota
- V Novém Bydžově se konalo shromáždění Dělnické strany sociální spravedlnosti. Současně se zde sešli občané vyjadřující nesouhlas s DSSS, rasismem a neonacismem; když se pokusili nahlášený pochod DSSS zablokovat, byli vytlačeni policejními těžkooděnci. Po skončení akcí byli napadeni tři místní Romové.[15]
- V jaderné elektrárně Fukušima I, která byla poškozena pátečním zemětřesením, vybuchl nahromaděný vodík.[16]
- Česká rychlobruslařka Martina Sáblíková vybojovala na Mistrovství světa v rychlobruslení 2011 v německém Inzellu svoji čtvrtou zlatou medaili v řadě na trati 5000 m.[17]

13. března – neděle
- V jaderné elektrárně Fukušima I dochází k přehřívání již druhého reaktoru. Z oblasti okolo elektrárny bylo evakuováno 200 000 lidí. Jen v prefektuře Mijagi (zde vizte mapu Japonska s vyznačením postižené oblasti) odhadují úřady po zemětřesení a přechodu tsunami počet obětí na více než 10 000, bez elektřiny je 5,6 milionu domácností.[18][19]

14. března – pondělí
- Vojska Saúdské Arábie a Spojených arabských emirátů vstoupila do Bahrajnu, aby tamní vládě pomohla potlačit protivládní demonstrace.[20]
- JE Fukušima I otřásl další výbuch a došlo k úniku radiace. Vážná situace je i v JE Fukušima II. Japonsko trpí nedostatkem energií, paliv, potravin, pitnou vodou a dalším.[21][22]
- Ústavní soud České republiky s odloženou platností zrušil zákon č. 347/2010 Sb., který přijal Parlament České republiky zneužitím stavu legislativní nouze.[23]

16. března – středa
- V Japonsku se stále nedaří dostat pod kontrolu požár v JE Fukušima I, do ovzduší stále uniká radiace. Z Japonska byla evakuována část českých občanů.[24]
- V pražské Troji byly nalezeny ostatky Anny Janatkové, která byla pohřešována od 13. října 2010. Obviněným z její vraždy se stal Otakar T. z Mostu. O tento případ byl v médiích velký zájem.[25]

17. března – čtvrtek
- Rada bezpečnosti OSN schválila nasazení vojenské síly k ochraně civilního obyvatelstva v Libyi.[26][27]

18. března – pátek
- Při protivládní demonstraci v Jemenu bylo postříleno 41 demonstrantů, doposud nejvíce za celou dobu konání protestů. Prezident Ali Abdullah Salih v zemi vyhlásil výjimečný stav.[28]
- Sjezd České strany sociálně demokratické zvolil v Brně předsedou strany dosavadního statutárního místopředsedu Bohuslava Sobotku.[29]
- Muammar Kaddáfí pod tlakem rezoluce Rady bezpečnosti OSN o vyhlášení bezletové zóny nad Libyí vyhlásil okamžité příměří a pozastavil všechny vojenské akce, které na území Libye probíhají.[30][31]
- Sonda MESSENGER americké agentury NASA jako první sonda v historii zakotvila na oběžné dráze kolem planety Merkur.[32]

19. března – sobota
- Francouzská bojová letadla vstoupila na základě rezoluce Rady bezpečnosti OSN do libyjského vzdušného prostoru a provedla útok na první pozemní cíl.[33][nedostupný zdroj]

20. března – neděle
- Jemenský prezident Ali Abdullah Salih kvůli krvavému potlačení páteční demonstrace odvolal vládu.[34]
- Protivládních protestů se v Sýrii zúčastnilo okolo 10 tisíc lidí, demonstrovalo se také v Saúdské Arábii a několik tisíc lidí vyšlo do ulic také v Maroku.[34]
- Egypťané v referendu schválili změnu ústavy rozšiřující politická práva občanů.[35]
- Japonskou JE Fukušima I se daří stabilizovat. Počet obětí zemětřesení dosáhl 8 133, nezvěstných je 12 272.[36]

21. března – pondělí
- V Austinu, Texas, USA ve věku 97 let zemřel bluesový pianista Pinetop Perkins.[37][38]
- V prvním kole kantonálních voleb ve Francii zvítězila opoziční Socialistická strana, která dosáhla zisku 25 % hlasů. Dále následoval vládní Svaz pro lidové hnutí (17 %), radikálně pravicová Národní fronta (15 %), nezávislí pravicoví kandidáti (9 %), Evropa Ekologie – Zelení (8 %), Francouzská komunistická strana (8 %) a nezávislí levicoví kandidáti (5 %). Ostatní subjekty dosáhly výsledků nižších 5 procent.
- V 67 letech zemřel v Brně profesor fyziologie a někdejší ministr zdravotnictví ČR Bohumil Fišer.[39]
- V 79 letech zemřel český fotbalový obránce Ladislav Novák.[40]

23. března – středa
- V 79 letech zemřela v Los Angeles americká herečka Elizabeth Taylorová.[41][42][43][44]
- Portugalský premiér José Sócrates podal demisi poté, co parlament neschválil úsporná opatření navržená jeho vládou. Přiblížila se tím možnost, že Portugalsko bude muset kvůli svému dluhu požádat o zahraniční pomoc, jako tomu bylo v případě Řecka a Irska.[45]
- Libor Michálek a Ondřej Závodský byli oceněni nově vzniklým Nadačním fondem proti korupci.[46]

24. března
- V průběhu summitu Evropské unie došlo v Bruselu k protestům odborů proti úsporným opatřením, které přerostly v potyčky s policií. Část demonstrantů zaútočila kameny, policie odpověděla slzným plynem a vodními děly. Čtyři policisté byli zraněni. Demonstrace a stávky byly pořádány také v Lutychu a Charleroi.[47]

26. března – sobota
- Evropské země zažily mohutné občanské protesty. V Německu v ulicích Berlína, Hamburku, Kolína a Mnichova celkem 250 000 osob demonstrovalo za rychlý ústup od atomové energie v souvislosti s havárií ve Fukušimě.[48] V Londýně demonstrovalo okolo 500 000 osob proti škrtům ve veřejném sektoru, které prosazuje Cameronova vláda.[49]
- Jiří Dienstbier z ČSSD byl zvolen senátorem za Kladensko, když ve druhém kole doplňovacích voleb získal 65 % hlasů. V Senátu nahradí svého otce, který v lednu zemřel.[50]

27. března – neděle
- Němečtí zelení dosáhli v Bádensku-Württembersku historicky nejlepšího výsledku v zemských volbách (24,2 %); společně s SPD získávají většinu v zemském parlamentu, kterou od roku 1953 držela CDU.[51]
- Ve druhém kole kantonálních voleb ve Francii zvítězila opět Socialistická strana, která dosáhla zisku 35 % hlasů. Vládnoucí Svaz pro lidové hnutí získal 20 % a radikálně pravicová Národní fronta 12 %. Ve druhém kole získala parlamentní levice v součtu 49,90 % hlasů a celkově 1 169 mandátů (z čehož socialisté 808), parlamentní pravice pak 35,87 % hlasů a 731 mandátů (z čehož UMP 356). Ačkoliv Národní fronta skončila třetí v počtu odevzdaných hlasů, dosáhla zisku pouze 2 mandátů.
- Libyjští povstalci, podporovaní spojeneckými nálety, postoupili během víkendu na západ, dobyli město Adžedábíja a obsadili ropná střediska Rás Lanúf, Briga a Bin Džavád.[52]
- V 88 letech zemřela česká výtvarnice Jitka Válová.[53][nedostupný zdroj]

28. března – pondělí
- V areálu JE Fukušima I došlo k úniku radioaktivní vody z kontejnmentů. Zaznamenáno bylo také stopové množství uniklého plutonia.[54]

31. března – čtvrtek
- Německá energetická společnost RWE podala žalobu proti rozhodnutí o nucené odstávce jaderné elektrárny Biblis.[55]